# Los Trapenses
Los Trapenses pertenece al sector poniente de la comuna de Lo Barnechea, al nororiente del Gran Santiago. Se trata de una zona recientemente urbanizada, en el valle del mismo nombre, conformado por los cerros Manquehue y del Medio. 

## Toponimia
El barrio de Los Trapenses debe su nombre al antiguo monasterio que albergó a los monjes del Orden de la Trapa hasta su traslado en septiembre del 1986, al fundo Miraflores de Codegua.

## Historia
En diciembre de 2011, se inaugura el nudo vial Puerta Los Trapenses, en la intersección con la Avda. José Alcalde Délano, anticipándose al traslado de varios colegios y el desarrollo inmobiliario del sector. Desde entonces, se han construido varios centros comerciales como los strip centers El Tranque, Patio La Dehesa, Paseo La Cruz y Distrito Los Trapenses, el power center Puerta Los Trapenses, y el Mall Vivo Los Trapenses. Alrededor de este eje se han sumado varias automotoras y departamentos de lujo.

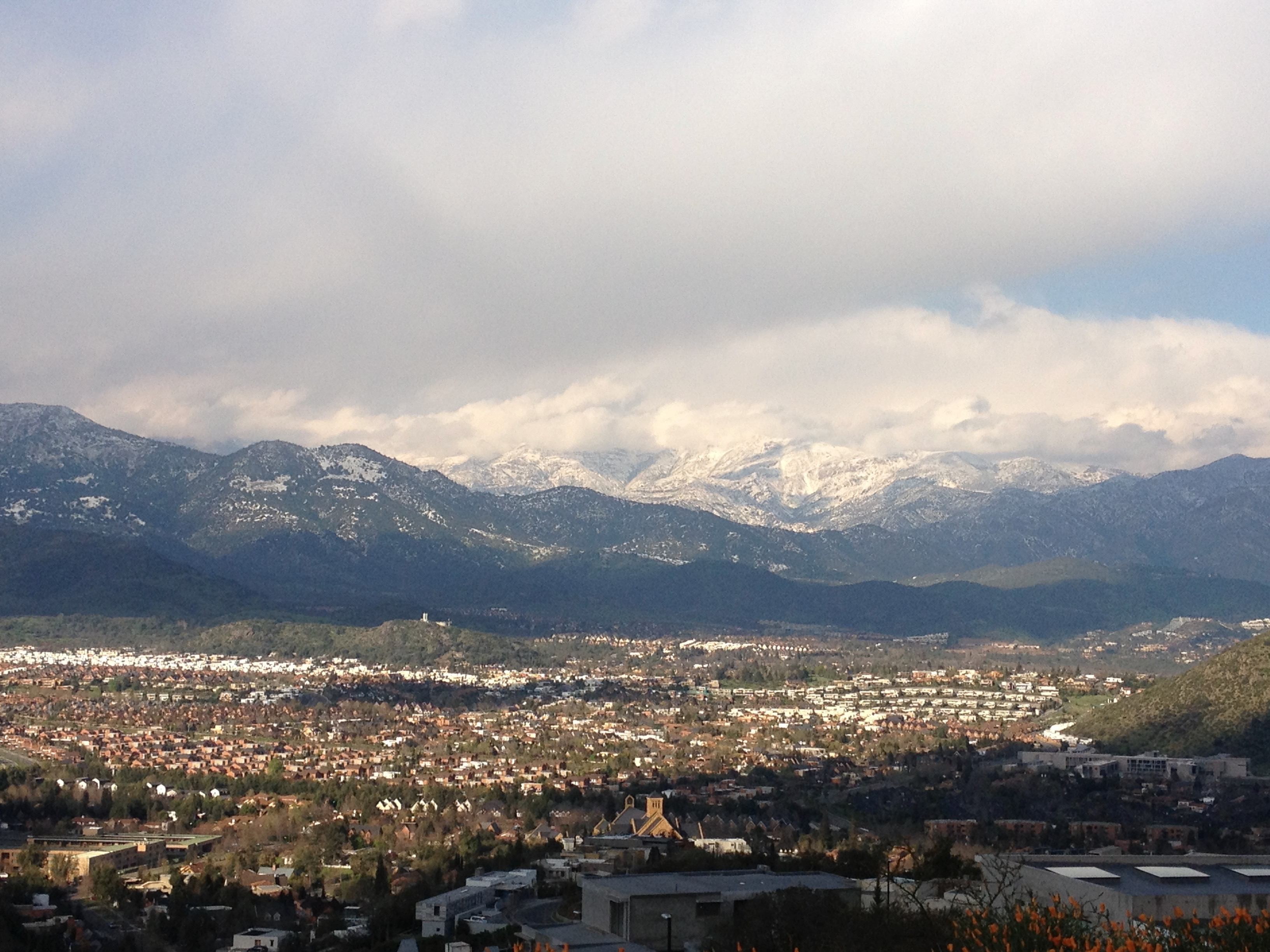
Valle de Los Trapenses visto desde Avda. Punta de Águilas

Actualmente, se encuentra en desarrollo los loteos del Cerro La Cruz, Los Bravos y Los Litres.

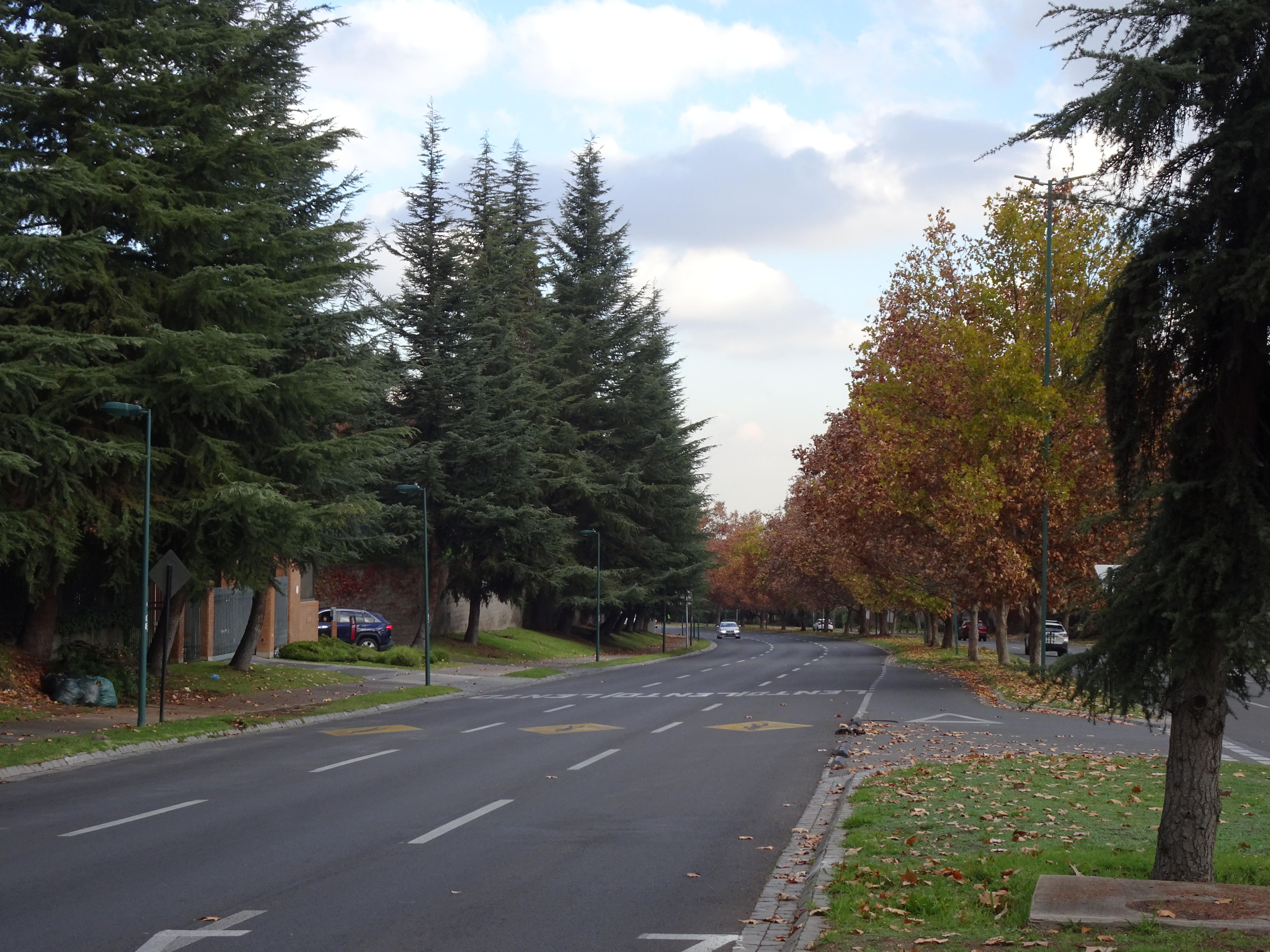
Vista de la calle Camino Los Trapenses, la cual son una de las arterias más importantes del sector y de Lo Barnechea.

## Geografía
El barrio de Los Trapenses está emplazado en el casco urbano de la comuna de Lo Barnechea, específicamente, ocupando la mitad poniente del valle de La Dehesa determinado por el cerro del Medio. Su altitud promedio ronda los 920 m s. n. m. y asciende rápidamente a la cota mil hacia el norponiente. Tiene una longitud aproximada de unos 6 km en dirección norte a sur, siguiendo el eje de la Avda. Camino Los Trapenses y, unos 2 km de oriente a poniente, medidos a la altura de la Avda. El Golf de Manquehue.

## Transporte
El eje principal del barrio corresponde a la Avda. Camino Los Trapenses que continúa hacia el norte como Paseo Pie Andino y hacia el sur como Avda. Felipe Cubillos Sigall, bautizado en honor al empresario y filántropo fallecido en el accidente de Juan Fernández.
Los principales accesos al barrio son:
- Norponiente: Camino Juan Pablo II (ex Pie Andino) que conecta con Piedra Roja de Chicureo
- Norte: Camino Santa Martina que conecta con el club de golf Hacienda Santa Martina
- Oriente: calle Pedro Lira Urquieta que conecta con La Dehesa
- Surponiente: Avda. José Alcalde Délano que conecta con Lo Curro y la autopista Costanera Norte a través del Camino Santa Teresita
- Suroriente: Avda. El Rodeo que conecta con La Dehesa central y el pueblo de Lo Barnechea

Actualmente, la Avda. José Alcalde Délano es una de las principales entradas a la comuna, alcanzando un flujo de 7000 vehículos por hora, provenientes tanto de Los Trapenses como de La Dehesa.
El transporte público es escaso, con tres recorridos fijos de la Red Metropolitana de Movilidad (C14, C17 y C28) y dos expresos que operan en horario punta (C10e y 414e).

## Educación
El barrio de Los Trapenses se caracteriza por contar con varios de los colegios particulares más prestigiosos del país, una lista conformada por The Newland School, Santiago College, Colegio Everest, Colegios Monte Tabor y Nazaret y Craighouse School.

## Salud
Si bien el único establecimiento hospitalario del barrio es la Clínica MEDS dedicada exclusivamente a la medicina deportiva, a pasos de su límite se encuentran las clínicas Alemana de La Dehesa y Tabancura. Al interior del centro comercial Paseo Los Trapenses, se ubica la Clínica Veterinaria Del Valle.

## Cultura

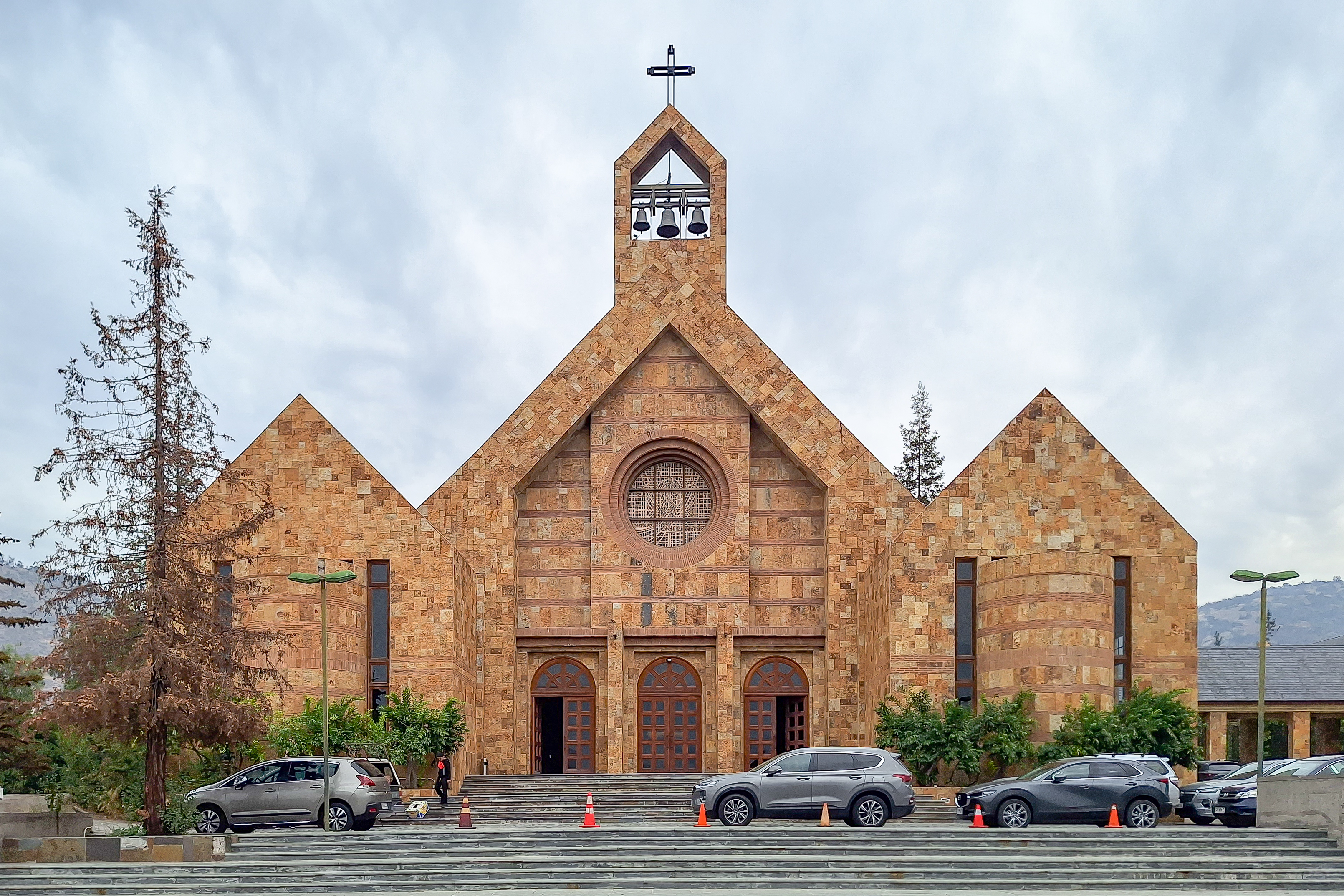
Parroquia María Madre de la Misericordia

El barrio cuenta con varios puntos de interés como los parques en sus distintos esteros, el mirador de punta de águilas, el mirador de los bravos, la subida al cerro Manquehue, el Caballo de Lo Barnechea del artista Francisco Gazitúa, la recientemente restaurada escultura de Tim Scott, la Rotonda Los Trapenses.
El Centro Cultural El Tranque, inaugurado el año 2016, ofrece cursos, exposiciones, ferias y charlas gratuitas a la comunidad.
El barrio cuenta con varias iglesias de distintas congregaciones católicas, dentro de las cuales, se destaca la Parroquia María Madre de la Misericordia.